# Documenti diplomatici svizzeri

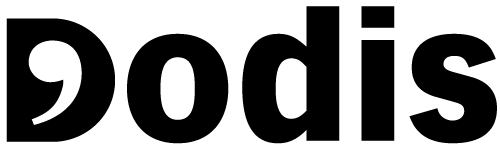

I Documenti diplomatici svizzeri (Dodis) sono un istituto di ricerca dell'Accademia svizzera di scienze umane e sociali incaricato dell'edizione dei documenti più importanti per lo studio delle relazioni internazionali della Svizzera come pure della storia contemporanea. Il progetto di ricerca include in particolare un'edizione cartacea, come pure la pubblicazione di documenti online nella banca dati Dodis. Il gruppo di ricerca è diretto dallo storico Sacha Zala.

## Tratti essenziali della politica estera svizzera
La collezione dei Documenti diplomatici svizzeri non mira a documentare l'insieme degli eventi esteri concernenti la Svizzera né a ricostruire l'intera evoluzione della politica estera elvetica; il suo obiettivo è piuttosto illustrare i tratti essenziali di tale politica nelle sue diverse dimensioni, come pure le concezioni e i dati fondamentali delle relazioni internazionali. La selezione dei documenti è mirata a cogliere l'orientamento generale della politica estera svizzera.

## Dal 1848 al 1989
Una prima serie di 15 volumi, relativa al periodo 1848–1945, è stata pubblicata con il patrocinio della Società svizzera di storia tra il 1979 e il 1997. Ancor prima dell'uscita dell'ultimo volume la ricerca è stata lanciata per la seconda seria con la pubblicazione dei volumi relativi al periodo 1945–1989, coprendo così il periodo della Svizzera durante la guerra fredda.

## Edizione stampata
Nell'edizione stampata, i documenti sono pubblicati con un apparato critico. Le note editoriali rinviano ad altri documenti rilevanti che frequentemente si trovano nella banca dati Dodis, temi connessi o testi ufficiali. L'edizione cartacea e quella digitale sono concepite quale unità. Con la selezione di un numero limitato di documenti, i volumi offrono essenzialmente una visione generale delle relazioni internazionali della Svizzera; con una più ampia selezione di documenti, la banca dati elettronica permette di approfondire le conoscenze. Quasi tutti i documenti pubblicati o menzionati nelle note editoriali sono liberamente consultabili su Internet.

## Provenienza dei documenti
I documenti scelti provengono generalmente dall'archivio federale svizzero, dove sono conservati gli atti del Parlamento, del Governo e dei dipartimenti federali (ministeri), come pure fondi personali di personalità di portata nazionale.